# Upplands runinskrifter 806
Upplands runinskrifter 806 (nederst på bilden) är ett försvunnet vikingatida runstensfragment i Fröslunda kyrka, Fröslunda socken och Enköpings kommun. Av avbildningen i Johan Peringskiölds verk "Monumenta" att döma är U 806 inlagt i kyrkomuren precis intill U 805 (överst på bilden). Såväl U 805 som U 806 är dolda under rappningen i kyrkans östra gavelmur.

## Inskriften
Translitterering av runraden:
[...istirf...]
Normalisering till runsvenska:
...
Översättning till nusvenska:
...
Det är alltså endast sex runor kända från runstensfragmentet. Av ornamentiken finns delar av ett kors bevarade. Någon tolkning av inskriften är knappast möjligt att ge.